# Уорд, Джозеф (боксёр)
Джозеф Уорд (англ. Joseph Ward; род. 30 октября 1993, Атлон, Уэстмит, Ирландия) — ирландский боксёр-профессионал, выступающий в полутяжёлой весовой категории. Участник Олимпийских игр (2016), трехкратный призёр чемпионата мира (2013, 2015, 2017), трехкратный чемпион Европы (2011, 2015, 2017), и многократный победитель и призёр национального первенства в любителях.
Лучшая позиция по рейтингу BoxRec — 28-я (июль 2023) и является 1-м среди ирландских боксёров полутяжёлой весовой категории, — входя в ТОП-30 лучших полутяжеловесов всего мира.

## Биография
Родился 30 октября 1993 года в Уэстмите, Ирландия.

## Любительская карьера
В 2009 году становится чемпионом мира среди юниоров, а в 2010 году чемпионом мира среди молодежи.
В 2011, 2015 и 2017 годах Джозеф Уорд трижды становился чемпионом Европы.
В октябре 2015 года на чемпионате мира по боксу завоевал серебряную медаль в весе до 81 кг, в финале проиграв трёхкратному чемпиону мира кубинскому боксёру Хулио Сесару ла Крусу.

## Профессиональная карьера
5 октября 2019 года дебютировал на профессиональном ринге, когда в Нью-Йорке (в Мэдисон-сквер-гарден), во 2-м раунде он вывихнул коленную чашечку и из-за травмы не смог продолжить бой, и потерпел поражение техническим нокаутом от американского боксёра Марко Антонио Дельгадо (5-1).
18 марта 2021 года в Салинасе (Пуэрто-Рико), в бою-реванше единогласным решением судей (счёт: 60-54 — трижды) победил американца Марко Антонио Дельгадо (7-1), и закрыл своё поражение в дебютном бою.
18 октября 2024 года в Дублине (Ирландия) в главном событии вечера проведет бой против малоизвестного украинского боксера Дмитрия Федаса (8-6-2, 5 КО).

## Статистика профессиональных боёв
В таблице перечислены результаты всех поединков боксёров.
В каждой строке указан результат поединка. Дополнительно номер поединка обозначен цветом, который обозначает итог поединка. Расшифровка обозначений и цветов представлена в нижеследующей таблице.
| Пример | Расшифровка                     |
| ------ | ------------------------------- |
|        | Победа                          |
|        | Ничья                           |
|        | Поражение                       |
|        | Планируемый поединок            |
|        | Поединок признан несостоявшимся |
| КО     | Нокаут                          |
| ТКО    | Технический нокаут              |
| PTS    | Решение судей (по очкам)        |
| UD     | Единогласное решение судей      |
| MD     | Решение большинства судей       |
| SD     | Раздельное решение судей        |
| RTD    | Отказ от продолжения боя        |
| DQ     | Дисквалификация                 |
| NC     | Поединок признан несостоявшимся |

| 11 поединков, 10 побед (6 нокаутом), 1 поражение. | 11 поединков, 10 побед (6 нокаутом), 1 поражение. | 11 поединков, 10 побед (6 нокаутом), 1 поражение. | 11 поединков, 10 побед (6 нокаутом), 1 поражение. | 11 поединков, 10 побед (6 нокаутом), 1 поражение. | 11 поединков, 10 побед (6 нокаутом), 1 поражение. | 11 поединков, 10 побед (6 нокаутом), 1 поражение.                                           |
| Бой                                               | Рекорд                                            | Дата боя                                          | Соперник                                          | Место проведения боя                              | Раундов, время                                    | Дополнительно                                                                               |
| ------------------------------------------------- | ------------------------------------------------- | ------------------------------------------------- | ------------------------------------------------- | ------------------------------------------------- | ------------------------------------------------- | ------------------------------------------------------------------------------------------- |
| 11                                                | 10-1                                              | 18 ноября 2023                                    | Принсе Око Нарти (11-1)                           | Aura Complex, Леттеркенни, Ольстер, Ирландия      | TKO 2 (8), 2:59                                   |                                                                                             |
| 10                                                | 9-1                                               | 16 марта 2023                                     | Марио Андраде Родригес (7-0)                      | Place Bell, Лаваль, Квебек, Канада                | TKO 1 (8), 1:31                                   |                                                                                             |
| 9                                                 | 8-1                                               | 10 декабря 2022                                   | Фредерик Жюлан (12-1)                             | Мэдисон-сквер-гарден, Нью-Йорк, США               | UD 8 (8)                                          | Счёт судей: 78-74, 79-73 (дважды).                                                          |
| 8                                                 | 7-1                                               | 1 апреля 2022                                     | Оскар Риохас (28-14-1)                            | The Dome at the Ballpark, Роузмонт, Иллинойс, США | TKO 5 (8), 1:38                                   |                                                                                             |
| 7                                                 | 6-1                                               | 11 декабря 2021                                   | Бриттон Норвуд (10-3-1)                           | Мэдисон-сквер-гарден, Манхэттен, Нью-Йорк, США    | TKO 1 (6), 1:35                                   |                                                                                             |
| 6                                                 | 5-1                                               | 11 ноября 2021                                    | Леандру Силва (3-4)                               | Paramount Theatre, Хантингтон, штат Нью-Йорк, США | UD 6 (6)                                          | Счёт судей: 60-54 (трижды).                                                                 |
| 5                                                 | 4-1                                               | 3 августа 2021                                    | Тори Уильямс (5-0-1)                              | Мэдисон-сквер-гарден, Манхэттен, Нью-Йорк, США    | UD 6 (6)                                          | Счёт судей: 60-54 (трижды).                                                                 |
| 4                                                 | 3-1                                               | 18 марта 2021                                     | Марко Антонио Дельгадо (2) (7-1)                  | Albergue Olimpico, Салинас, Пуэрто-Рико           | UD 6 (6)                                          | Счёт судей: 60-54 (трижды).                                                                 |
| 3                                                 | 2-1                                               | 18 декабря 2020                                   | Фернандо Тамайо Альварес (5-10)                   | Campestre Ojo de Agua, Окотлан, Халиско, Мексика  | TKO 1 (6), 2:45                                   |                                                                                             |
| 2                                                 | 1-1                                               | 5 декабря 2020                                    | Луис Альберто Веласко (5-13)                      | Campestre Ojo de Agua, Окотлан, Халиско, Мексика  | TKO 1 (6), 1:48                                   |                                                                                             |
| 1                                                 | 0-1                                               | 5 октября 2019                                    | Марко Антонио Дельгадо (5-1)                      | Мэдисон Сквер Гарден, Манхэттен, Нью-Йорк, США    | TKO 2 (6), 1:00                                   | Дебют в профессиональном боксе. Уорд травмировал коленную чашечку и не смог продолжить бой. |
| Бой                                               | Рекорд                                            | Дата боя                                          | Соперник                                          | Место проведения боя                              | Раундов, время                                    | Дополнительно                                                                               |